# Véletlen elérés

Az ún. véletlen elérés (lent) a soros eléréssel összehasonlítva

A véletlen elérés vagy közvetlen elérés a számítástudományban egy adattárolónak az a tulajdonsága, hogy a benne tárolt adatok elérési ideje nem függ a lekérdezésük sorrendjétől, más szóval az adatok véletlen sorrendben történő lekérdezése ugyanolyan hatékony, mint bármilyen más sorrend. Ilyen tulajdonságú a véletlen elérésű memória; ezzel szemben például a magnószalagnál az egymáshoz fizikailag közel elhelyezkedő adatok, vagy a merevlemeznél a lemez középpontjától egyforma távolságra elhelyezkedő adatok gyorsabban olvashatóak ki, mint ugyanannyi véletlenszerűen elhelyezkedő adat. 
Véletlen elérésnek hívják a (nem feltétlenül véletlen elérésű) adathordozóknak azt a paraméterét is, hogy átlagosan mennyi idő alatt válaszolnak lekérdezések egy véletlen sorozatára.
Az adatszerkezetek elméletében véletlen elérésű egy struktúra, ha az n-edik eleméhez való hozzáférés műveletigénye nem függ n-től. A tömbök ilyen tulajdonságúak, más adatszerkezetek általában nem. A véletlen elérés fontos eleme bizonyos gyors algoritmusoknak, mint például a gyorskeresés vagy a gyorsrendezés. Az adatbázis-kezelésben a véletlen elérésű indextáblák biztosítják, hogy az adatok bizonyos mezők alapján gyorsan elérhetőek legyenek.
A fájlkezelésnél azt értik véletlen elérés alatt, hogy a fájlban lévő adatok nem csak sorrendben olvashatóak vagy írhatóak, hanem az olvasás/írás tetszőleges pozíción folytatható.